# Capeline
Cet article possède un paronyme, voir Kaeppelin.
 (novembre 2017).

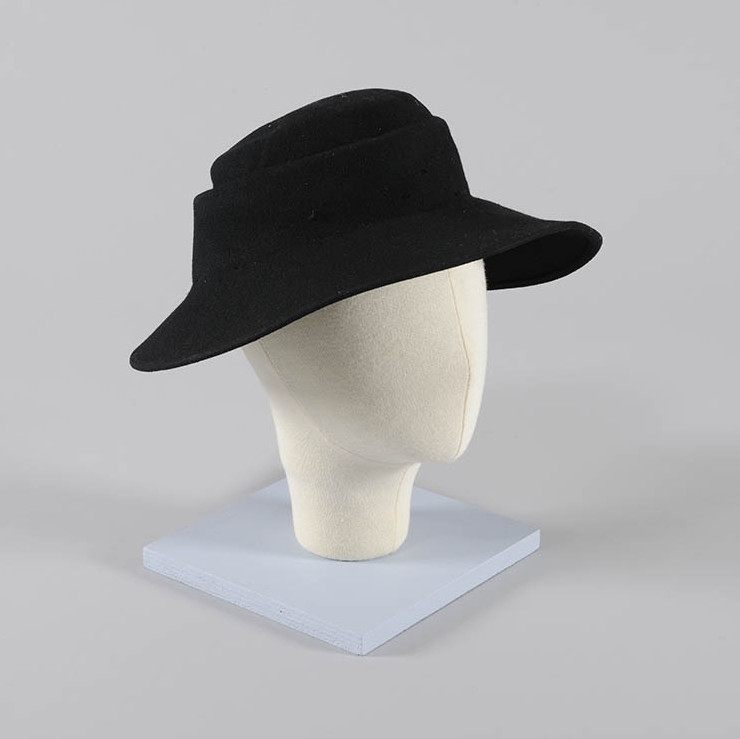
exemple de capeline

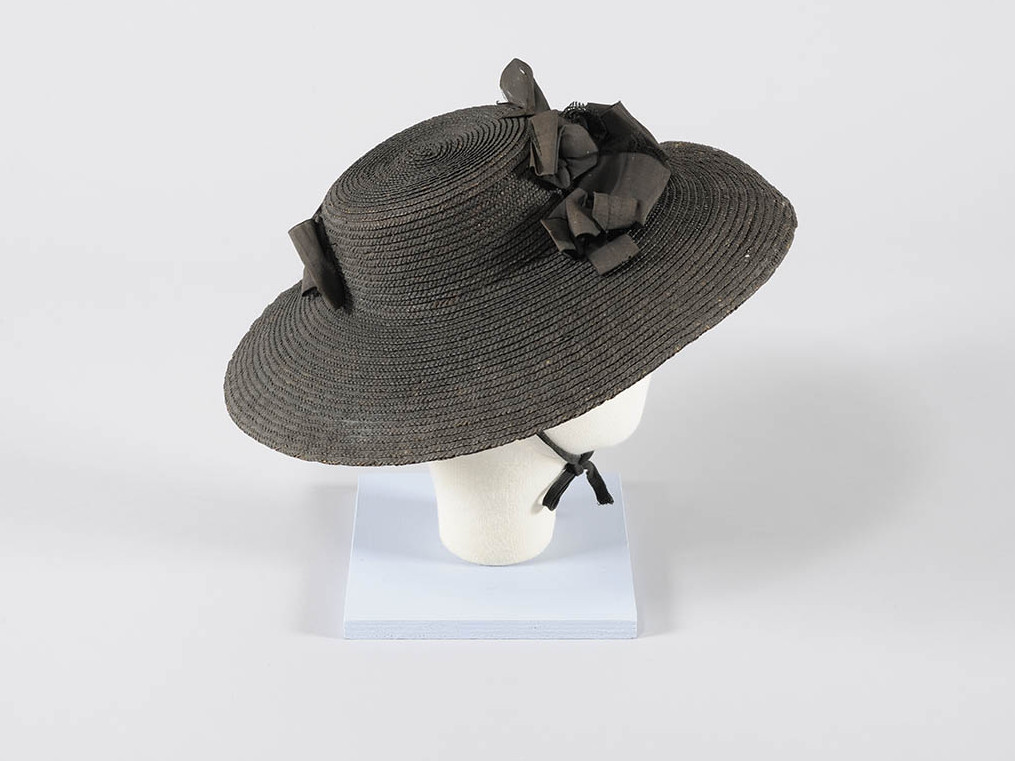
exemple de capeline

Une capeline est un chapeau à large bord souple pour femme.